# Marjorie Zúñiga
Marjorie Zúñiga Romero es una jurista y académica colombiana, actual magistrada titular de la Sala de Casación Laboral de la Corte Suprema de Justicia de Colombia. Ha desarrollado su carrera en el ámbito del derecho laboral y la seguridad social, y ha sido docente universitaria e investigadora en distintas instituciones de educación superior en Colombia y España.

## Formación académica
Zúñiga es doctora y magíster en Ciencias del Seguro por la Universidad Pontificia de Salamanca. Cuenta con el título de Experta en Seguridad Social de la Universidad Complutense de Madrid y es especialista en Derecho Comercial por la Universidad Externado de Colombia. Es abogada egresada de la Universidad del Norte, con título homologado en la Universidad de Sevilla, España.

## Trayectoria profesional
Antes de su designación como magistrada titular en 2022, se desempeñó como magistrada auxiliar en la Sala de Descongestión Laboral de la Corte Suprema de Justicia entre 2017 y 2022. Desde 2024, ejerce también como coordinadora nacional de la Comisión de la Cumbre Judicial Iberoamericana.
En el ámbito académico, ha sido docente en la Universidad de los Andes, la Universidad Externado de Colombia, la Universidad ICESI y la Universidad del Norte. En el sector privado trabajó como ejecutivo junior en AON Group, en Madrid.

## Publicaciones

### Libros
- Humanizar la salud: Una propuesta desde el Caribe colombiano. El caso Barranquilla. Editorial Universidad del Norte.

### Capítulos de libros destacados
- "¿Hacia dónde va el recurso de casación laboral?" en Recursos extraordinarios en materia laboral. Legis Editores, 2020.
- "¿Podemos tenerlo todo? Discusiones alrededor del techo de cristal" en El trabajo y las mujeres. Tirant Lo Blanch, 2020.
- "La financiación de los sindicatos en Colombia" en Representación y libertad sindical. Bomarzo, 2018.
- "Transformando la prestación de la salud en tiempos neoliberales: el caso Barranquilla" en Barranquilla Política, Economía y Sociedad. Universidad del Norte, 2018.

### Artículos académicos
Zúñiga ha publicado trabajos sobre derecho del trabajo, seguridad social, sindicalismo, perspectiva de género y derechos humanos en diversas revistas y libros colectivos.

## Participación institucional
Es miembro del Colegio de Abogados del Trabajo y de la Comisión de Género y Acceso a la Administración de Justicia de la Cumbre Judicial Iberoamericana.